# Wolf Theiss
Wolf Theiss este o companie de avocatură din Austria înființată în urmă cu 50 de ani.
Este prezentă în mai multe țări din Europa Centrală și de Est, având deschise birouri în orașe precum Praga (1998), Belgrad (2002), Bratislava (2002), Lubliana (2003), Zagreb (2003), Tirana (2004), Sarajevo (2005), București (2005), Budapesta (2007) și Sofia (2008),
având o echipă de 330 de angajați.
Compania a avut venituri de 70 milioane de euro în anul 2008.
Compania este prezentă și în România, având 32 de avocați în anul 2009.